# Гулямов, Минходж Гулямович
Минхо́дж Гулямович Гулямов (тадж. Минҳоҷ Ғуломович Ғуломов; 3 сентября 1929 года — 6 мая 1996 года) — советский и таджикский научный и государственный деятель. Являлся главным психиатром Министерства здравоохранения Таджикистана. Член-корреспондент Академии медицинских наук СССР (1988).

## Биография
Родился в Самарканде, родом из аристократической семьи баев. Его дед Мухаммад Рахимбай со своим братом Мухаммадом Аминбаем были богатейшими людьми Самарканда, а также Мухаммад Рахимбай по поручению Бухарского эмира несколько раз выполнял обязанности уполномоченного посла его величества. Кроме того, какое то время он исполнял должность мэра (хакима) города Самарканда. В 1910—1913 годах на средства деда Минходж Гулямова и его брата Аминбая было реставрировано медресе Ходжа Ахрори Вали, которая была построена в 1610 году, а ныне мечеть является памятником страны. После февральской революции 1917 года, его дед входил в руководство организации Шура-и-Ислам в Самарканде (История Самарканда том 1, стр. 366), которая вела борьбу с большевиками за власть в Бухарском Эмирате. Великий Таджикский писатель Садриддин Айни в своей книге Бухара часть 2 подтверждает каким уважением и авторитетом пользовался дед Минходжа Гулямова. Как пишет Садриддин Айни: ‘’почтеннейшим гостем бухарского купца был знаменитый на весь свет богач Мухаммад Рахимбай — Тойча из Самарканда. Он был приглашен на свадьбу в Бухару и встречен с превеликими почестями и расходами.’’
Окончил лечебный факультет Медицинского университета Самарканда им. И. П. Павлова. Клиническую ординатуру закончил в Институте психиатрии Минздрава СССР, 1954-57 годы учился в аспирантуре Всесоюзного научно-исследовательского института общей и судебной психиатрии им. В. П. Сербского. В 29 лет он защитил кандидатскую диссертацию, а в 36 лет — докторскую.
Гулямовым впервые в бывшем Советском Союзе организована и открыта наркологическая больница с реанимационным блоком. Гулямов является первым создателем в Таджикистане реабилитационных детских психиатрических центров. В течение 26 лет профессор Гулямов был проректором по науке в Таджикском госмедуниверситете имени Абу Али ибн Сины. Член-корреспондент Академии медицинских наук СССР и России, заслуженный врач Республики Таджикистан. Лауреат Государственной премии им. Абу Али ибн Сины. Автором Закона РТ о психиатрической помощи. Являлся заместителем председателя Всесоюзного научного общества психиатров по Республикам Средней Азии и Казахстане, в последние годы жизни был вице президентом Федерации научных обществ и ассоциации психиатров и наркологов стран Содружества. Президент Ассоциации психиатров РТ. В 1986 году он был избран членом Всемирной Ассоциации психиатров. Гулямов был единственным представителем медицинской науки во Всемирной Ассоциации здравоохранения, в 1986 году он был назначен экспертом этой организации по вопросам психиатрии и наркологии.
За заслуги в развитие советской, таджикской медицинской науки был награждён многочисленными правительственными грамотами, Орденом Ленина, Октябрьской Революции, двумя орденами Знак Почета, знаком Отличник Министерства химической промышленности Народной Республики Болгарии. В его честь решением Коллегии Минздрава РТ названа кафедра психиатрии в Таджикистанском госмедуниверситете имени Абу Али ибн Сины и Республиканский клинический наркологический центр.
Автор 377 научных трудов, в том числе 4 учебников, 18 монографий и книг, 35 методических рекомендаций, изобретений и 15 работ, опубликованных в странах дальнего зарубежья. Учебник «Психиатрия» издан в 1993 году. Его именем названы описанные им психопатологические феномены и разновидности психозов: Гулямова галлюцинаторный вариант синдрома психического автоматизма, Гулямова ротоглоточные галлюцинации, Синдром Кандинского-Клерамбо-Гулямова.
Оец бывшего вице Премьер-министра РТ Нигины Шароповой и ведущей первом канале Насибы Гулямовой. Его дочь Назира Гулямова, жена известного бизнесмена, в феврале 2000 года была похищена «неизвестными лицами» в Душанбе, но после выдачи выкупа её мужем боевикам была возвращена.

### Смерть
6 мая 96-го, во время гражданской войны в Душанбе был расстрелян Минходж Гулямов вместе с ректором Таджикского медицинского университета Юсуфом Исхаки.
По данным Генпрокуратуры ученые выехали из университета, проехали несколько метров в сторону Медгородка, через какое-то время резко набрали скорость и свернули к Ботаническому саду. Машина ехала на большой скорости и повернула в неположенном месте. Рядом же стоял пост ГАИ, но милиционеры их то не остановили. Позже выяснилось, что тогда в машине уже сидели убийцы. При выезде из института дорогу ректорской «Волге» перекрыла другая машина. Потом очевидцы заметили, что в «Волге» оказалось уже пятеро человек. В Гулямова, Исхаки и водителя ректора Виктора Худякова стреляли прямо в машине, в тупике улицы «Нижняя Варзобская ГЭС» у дома № 10. В Исхаки было выпущено 8 пуль, а в Гулямова — 9. Гулямов, сидевший на заднем сиденье, полулежал на земле.
Ученых хоронил весь город. Из-за потока людей движение транспорта было остановлено, а в Медгородке в тот день на митинг собрались тысячи людей. Похоронен на кладбище «Сари Осиё» в Душанбе. После похорон к семьям погибших выразить свои соболезнования приезжал президент РТ Эмомали Рахмонов.